# La Terrasse, Isère
La Terrasse är en kommun i departementet Isère i regionen Auvergne-Rhône-Alpes i sydöstra Frankrike. Kommunen ligger i kantonen Le Touvet som tillhör arrondissementet Grenoble. År 2022 hade La Terrasse 2 463 invånare.

## Befolkningsutveckling
Antalet invånare i kommunen La Terrasse
Referens:INSEE